# Wright-Patterson Air Force Base

i7
i11
i13
Die Wright-Patterson Air Force Base (kurz: Wright-Patterson AFB, IATA-Code: FFO, ICAO-Code: KFFO) ist ein bedeutender Stützpunkt der US Air Force (USAF). Sie dient als Hauptquartier des Air Force Materiel Command (AFMC) und ist Standort des USAF-Museums. Die Basis liegt rund 15 km nordöstlich von Dayton, Ohio, und verfügt über eine 3.841 m lange Hauptstart- und Landebahn mit der Kennzeichnung 05L/23R.
Mit dem Air Force Research Laboratory und dem Aeronautical Systems Center beherbergt das Areal die wichtigsten Forschungszentren für Waffensysteme und Grundlagenforschung der US-Luftwaffe.
Insgesamt arbeiten rund 20.000 Menschen auf der Basis, mehr als die Hälfte davon sind Zivilangestellte. Das United States Census Bureau definierte den Wright AFB Census-designated place, der nach der Zählung von 2020 auf 1.567 Einwohner kam.

## Geschichte

### Huffman Prairie
Auf dem Gelände der heutigen Air Force Base haben die Brüder Wright viele ihrer Flugversuche unternommen. Nach ihrem spektakulären Erstflug vom 17. Dezember 1903 in North Carolina suchten sie nach einem näher an ihrem Wohnort Dayton gelegenen Testgelände. Sie einigten sich Anfang 1904 mit dem Bankier Torrence Huffman über die kostenlose Nutzung einer Fläche nordöstlich der Stadt, der Huffman Prairie, errichteten dort einen Hangar für ihr verbessertes Modell Flyer II und führten bis Ende 1904 über hundert Flüge damit durch. Nach der Winterpause gingen die Tests 1905 mit dem neuen Flyer III bis zum 5. Oktober 1905 weiter, ruhten dann aber bis Mai 1908, in denen sich die Wrights um Patente kümmerten, Teile für die Serienfertigung von mindestens fünf weiteren Maschinen produzierten und Werbereisen – unter anderem nach Europa – unternahmen. 1910 eröffneten die Brüder auf dem Areal eine Flugschule: Für 250 US-Dollar boten sie ein zehntägiges Training inklusive vier Flugstunden an. Zwei Jahre später verstarb Wilbur Wright und 1915 beendete Orville den Flugbetrieb dort und wechselte zum North Field unmittelbar nördlich der Stadt. Hier ließ sich Ende 1917 auch die US Army mit ihrer ersten Luftfahrt-Forschungsabteilung nieder und änderte den Namen in McCook Field, und auch das heutige National Museum of the United States Air Force hat hier seinen Ursprung.

### Wright Field
Die Huffman Prairie wurde schließlich 1917 im Rahmen eines Hochwasserschutzprogramms unter Schutz gestellt, während südlich davon das neue Wright Field entstand. Dorthin zog die Army bis 1928 um, als ihr das McCook Field zu klein wurde. Auf der neuen Fläche wurden Hangars, Windkanäle und Teststände für Propeller und Motoren errichtet. Seit Mitte der 1940er Jahre verfügt der Platz über drei in einem Dreieck angeordnete Pisten mit einer Länge zwischen 1700 und 2180 Metern.

### Patterson Field

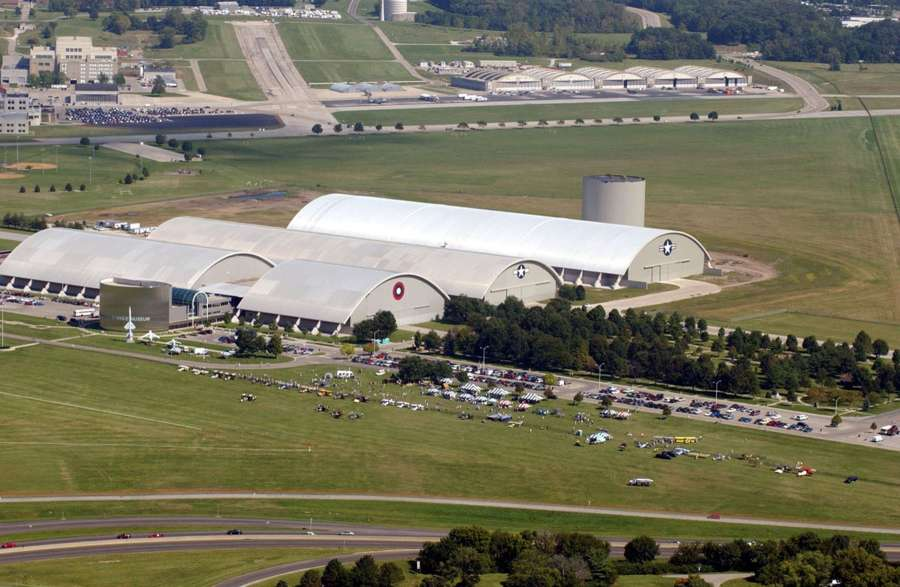
Das National Museum of the United States Air Force am Rande der Air Force Base

Der nordöstliche Teil des langgestreckten Wright Field erhielt eine eigene Startbahn und wurde im Juli 1931 in Patterson Field umbenannt, zu Ehren von Lieutenant Frank Stuart Patterson (* 6. November 1897 in Dayton, Ohio), der am 19. Juni 1918 bei Tests mit einer De Havilland D.H.4 an diesem Ort abstürzte. Beide Flugfelder blieben zunächst eigenständig, mit den Forschungseinrichtungen und dem Museum in ihrer Mitte, bis sie 1945 organisatorisch zusammengelegt wurden.

### Wright-Patterson Air Force Base
Am 13. Januar 1948 erhielt der gesamte Komplex seine heutige Bezeichnung Wright-Patterson Air Force Base. Die Bahnen des vormaligen Wright Field wurden in den 1960er Jahren für den Flugbetrieb geschlossen und dienen seit 1971 als Freifläche für das Luftwaffenmuseum, während der nordöstliche Teil als Air Force Base im engeren Sinne genutzt wird.
Zwischen 1960 und 1975 waren auf der Wright-Patterson AFB B-52-Bomber und KC-135-Tankflugzeuge des Strategic Air Command stationiert.
Am 21. November 1995 wurde auf dem Gelände das Abkommen von Dayton paraphiert, welches den Bosnienkrieg zwischen den bosnischen Serben, Kroaten und Muslimen beendete. Es bildet auch heute noch die verfassungsrechtliche Grundlage des Staates Bosnien und Herzegowina.
Seit 1997 befindet sich zudem das Air Force Research Laboratory dort.

## Zwischenfälle
- Am 24. Juli 1941 fing ein Triebwerk an einer Douglas DC-3/C-50B der United States Army Air Forces (USAAF) (Luftfahrzeugkennzeichen 41-7705) kurz vor der Landung auf der Wright-Patterson Air Force Base Feuer und löste sich vom Flugzeug. Bei der folgenden Bruchlandung wurde das Flugzeug zerstört. Alle 7 Insassen überlebten den Unfall. Es war der erste Totalverlust einer DC-3 der USAAF.[1]

- Am 9. Juli 1943 wurde eine Douglas DC-4/C-54-DO der United States Army Air Forces (USAAF) (41-37271) auf einem Fotoflug über der Wright-Patterson Air Force Base von einer Lockheed C-40A Electra Junior (38-546) gerammt. Die Electra riss 6 Meter Tragfläche der DC-4 ab, geriet ins Trudeln und schlug neben der Landebahn auf. Die DC-4 flog noch rund 150 bis 230 Meter weiter, wodurch sich noch zwei Passagiere mit dem Fallschirm retten konnten. Dann stürzte sie nahezu senkrecht zu Boden. Die verbliebenen drei Insassen sowie alle fünf der C-40A wurden getötet, insgesamt also 8 Personen.[2]

- Am 26. Januar 1945 entstand während des Frachtfluges einer Curtiss C-46A-35-CU Commando der United States Army Air Forces (USAAF) (42-3669) ein Feuer im Bereich des Kraftstoffüberströmventils, der APU und der Benzinheizung. Die Bodenstruktur wurde durch das intensive Feuer so geschwächt, dass sie zusammenbrach. Das brennende Flugzeug stürzte bei Belle Center (Ohio, USA) in Bäume, 79 Kilometer nordnordöstlich des Zielflugplatzes Wright-Patterson Air Force Base. Alle 3 Besatzungsmitglieder kamen ums Leben.[3]

- Am 11. Oktober 1965 brach beim Betanken einer Douglas C-124C Globemaster II der United States Air Force (USAF) (53-010) auf der Wright-Patterson Air Force Base am Heck des Tankfahrzeugs ein Feuer aus. Das mit Teilen für Nuklearwaffen beladene Flugzeug brannte aus. Personen kamen nicht zu Schaden.[4]

- Am 14. Oktober 1965 ging einer Armstrong Whitworth Argosy 101 der US-amerikanischen Zantop Air Transport (N601Z) nahe Piqua (Ohio) (USA) der Treibstoff aus. Das Flugzeug befand sich noch 34 Kilometer nördlich seines Ziels, der Wright-Patterson Air Force Base, als alle vier Triebwerke den Schub verloren. Bei der Notlandung kollidierte die Maschine mit Stützen einer Autobahnüberführung. Grund des Unfalls war die fehlende genaue Treibstoffberechnung und Verbrauchsverfolgung durch die Besatzung. Alle 3 Besatzungsmitglieder, die einzigen Insassen auf dem Frachtflug, überlebten den Unfall.[5]

## Persönlichkeiten
- Marc H. Sasseville (* 1963), Generalleutnant der United States Air Force, hier geboren